# Premier League 2016-17
La Premier League 2016-17 fue la vigésima quinta temporada de la máxima división inglesa, desde su creación en 1992. El Leicester City es el campeón defensor del título, proclamándose campeón con dos fechas de antelación de la Premier League 2015/16.
Un total de 20 equipos participan en la competición, incluyendo 17 equipos de la temporada anterior y 3 provenientes de la Football League Championship 2015/16. El Chelsea se consagró campeón de la temporada el 12 de mayo de 2017 tras derrotar por la mínima diferencia al West Bromwich de visita, a falta de dos jornadas para la finalización del campeonato.

## Equipos participantes

### Ascensos y descensos
| Pos. | Descendidos de Premier League 2015-16 |
| ---- | ------------------------------------- |
| 18º  | Newcastle United                      |
| 19º  | Norwich City                          |
| 20º  | Aston Villa                           |

| Pos. | Ascendidos de la Championship 2015-16 |
| ---- | ------------------------------------- |
| 1º   | Burnley                               |
| 2º   | Middlesbrough                         |
| 4º   | Hull City                             |

### Datos de los equipos
| Equipo                                     | Ciudad             | Entrenador          | Estadio            | Aforo  | Marca        | Patrocinador       |
| ------------------------------------------ | ------------------ | ------------------- | ------------------ | ------ | ------------ | ------------------ |
| Arsenal                                    | Londres            | Arsene Wenger       | Emirates Stadium   | 60 338 | Puma         | Emirates           |
| Bournemouth                                | Bournemouth        | Eddie Howe          | Dean Court         | 11 700 | JD Sports    | Mansion.com        |
| Burnley                                    | Burnley            | Sean Dyche          | Turf Moor          | 22 619 | Puma         | Dafabet            |
| Chelsea                                    | Londres            | Antonio Conte       | Stamford Bridge    | 42 000 | Adidas       | Yokohama           |
| Crystal Palace                             | Londres            | Sam Allardyce       | Selhurst Park      | 26 255 | Macron       | Mansion.com        |
| Everton                                    | Liverpool          | Ronald Koeman       | Goodison Park      | 39 571 | Umbro        | Chang Beer         |
| Hull City                                  | Kingston upon Hull | Marco Silva         | KC Stadium         | 25 404 | Umbro        | SportPesa          |
| Leicester City                             | Leicester          | Craig Shakespeare   | King Power Stadium | 32 262 | Puma         | King Power         |
| Liverpool                                  | Liverpool          | Jürgen Klopp        | Anfield Road       | 54 074 | New Balance  | Standard Chartered |
| Manchester City                            | Mánchester         | Pep Guardiola       | Etihad Stadium     | 55 000 | Nike         | Etihad Airways     |
| Manchester United                          | Mánchester         | José Mourinho       | Old Trafford       | 75 731 | Adidas       | Chevrolet          |
| Middlesbrough                              | Middlesbrough      | Steve Agnew         | Riverside Stadium  | 35 100 | Adidas       | Ramsdens           |
| Southampton                                | Southampton        | Claude Puel         | St Mary's Stadium  | 32 589 | Under Armour | Virgin Media       |
| Stoke City                                 | Stoke-on-Trent     | Mark Hughes         | Britannia Stadium  | 27 740 | Macron       | Bet365             |
| Sunderland                                 | Sunderland         | David Moyes         | Stadium of Light   | 48 707 | Adidas       | Dafabet            |
| Swansea City                               | Swansea            | Paul Clement        | Liberty Stadium    | 20 750 | Joma         | BetEast            |
| Tottenham Hotspur                          | Londres            | Mauricio Pochettino | White Hart Lane    | 36 284 | Under Armour | AIA                |
| Watford                                    | Watford            | Walter Mazzarri     | Vicarage Road      | 19 920 | Dryworld     | 138.com            |
| West Bromwich Albion                       | West Bromwich      | Tony Pulis          | The Hawthorns      | 26 445 | Adidas       | UK-K8.com          |
| West Ham United                            | Londres            | Slaven Bilić        | Olympic Stadium    | 60 000 | Umbro        | Betway             |
| Datos actualizados al 16 de marzo de 2017. |                    |                     |                    |        |              |                    |

### Cambios de entrenadores
| Equipo         | Entrenador (jornadas)                                                                |
| -------------- | ------------------------------------------------------------------------------------ |
| Swansea City   | Francesco Guidolin (1-7) Bob Bradley (8-18) Alan Curtis (19-20) Paul Clement (21-38) |
| Crystal Palace | Alan Pardew (1-17) Sam Allardyce (18-38)                                             |
| Hull City      | Mike Phelan (1-20) Marco Silva (21-38)                                               |
| Leicester City | Claudio Ranieri (1-25) Craig Shakespeare (26-38)                                     |
| Middlesbrough  | Aitor Karanka (1-27) Steve Agnew (28-38)                                             |

### Equipos por condados

#### Condados de Inglaterra
| Región                | N.º | Equipos                                                               |
| --------------------- | --- | --------------------------------------------------------------------- |
| Gran Londres          | 5   | Arsenal, Chelsea, Crystal Palace, Tottenham Hotspur y West Ham United |
| Gran Mánchester       | 2   | Manchester City y Manchester United                                   |
| Merseyside            | 2   | Everton y Liverpool                                                   |
| Dorset                | 1   | Bournemouth                                                           |
| Hampshire             | 1   | Southampton                                                           |
| Hertfordshire         | 1   | Watford                                                               |
| Lancashire            | 1   | Burnley                                                               |
| Leicestershire        | 1   | Leicester City                                                        |
| Midlands Occidentales | 1   | West Bromwich Albion                                                  |
| Staffordshire         | 1   | Stoke City                                                            |
| Tyne y Wear           | 1   | Sunderland                                                            |
| Yorkshire del Norte   | 1   | Middlesbrough                                                         |
| Yorkshire del Este    | 1   | Hull City                                                             |

#### Condados preservados de Gales
| Región              | N.º | Equipos      |
| ------------------- | --- | ------------ |
| Glamorgan del Oeste | 1   | Swansea City |

## Clasificación
|  | Pos. | Equipo               | PJ | PG | PE | PP | GF | GC | Dif. | Pts. |
|  | ---- | -------------------- | -- | -- | -- | -- | -- | -- | ---- | ---- |
|  | 1.   | Chelsea (C)          | 38 | 30 | 3  | 5  | 85 | 33 | +52  | 93   |
|  | 2.   | Tottenham Hotspur    | 38 | 26 | 8  | 4  | 86 | 26 | +60  | 86   |
|  | 3.   | Manchester City      | 38 | 23 | 9  | 6  | 80 | 39 | +41  | 78   |
|  | 4.   | Liverpool            | 38 | 22 | 10 | 6  | 78 | 42 | +36  | 76   |
|  | 5.   | Arsenal              | 38 | 23 | 6  | 9  | 77 | 44 | +33  | 75   |
|  | 6.   | Manchester United    | 38 | 18 | 15 | 5  | 54 | 29 | +25  | 69   |
|  | 7.   | Everton              | 38 | 17 | 10 | 11 | 62 | 44 | +18  | 61   |
|  | 8.   | Southampton          | 38 | 12 | 10 | 16 | 41 | 48 | -7   | 46   |
|  | 9.   | Bournemouth          | 38 | 12 | 10 | 16 | 55 | 67 | -12  | 46   |
|  | 10.  | West Bromwich Albion | 38 | 12 | 9  | 17 | 43 | 51 | -8   | 45   |
|  | 11.  | West Ham United      | 38 | 12 | 9  | 17 | 47 | 64 | -17  | 45   |
|  | 12.  | Leicester City       | 38 | 12 | 8  | 18 | 48 | 63 | -15  | 44   |
|  | 13.  | Stoke City           | 38 | 11 | 11 | 16 | 41 | 56 | -15  | 44   |
|  | 14.  | Crystal Palace       | 38 | 12 | 5  | 21 | 50 | 63 | -13  | 41   |
|  | 15.  | Swansea City         | 38 | 12 | 5  | 21 | 45 | 70 | -25  | 41   |
|  | 16.  | Burnley              | 38 | 11 | 7  | 20 | 39 | 55 | -16  | 40   |
|  | 17.  | Watford              | 38 | 11 | 7  | 20 | 40 | 68 | -28  | 40   |
|  | 18.  | Hull City (D)        | 38 | 9  | 7  | 22 | 37 | 80 | -43  | 34   |
|  | 19.  | Middlesbrough (D)    | 38 | 5  | 13 | 20 | 27 | 53 | -26  | 28   |
|  | 20.  | Sunderland (D)       | 38 | 6  | 6  | 26 | 29 | 69 | -40  | 24   |

Nota:
- Debido a que el campeón de la Capital One Cup 2016-2017 (Manchester United) esta clasificado a la Champions League 2017-18 por haber ganado la pasada edición de Europa League 2016-17, el lugar que otorga dicho torneo en la Europa League 2017-18 pasaría al 6.º clasificado.
- Debido a que el campeón de la FA Cup 2016-17 (Arsenal) esta clasificado a la Europa League 2017-18, el lugar que otorga dicho torneo en la Europa League 2017-18 pasaría al 7.º clasificado.
- A pesar de que (Manchester United) quedó fuera de los 4 primeros puestos, que son los que otorgan la clasificación a la Champions League 2017-18, se clasifica por haber ganado la Europa League 2016-17.

|  | Clasificado para la Fase de grupos de la Liga de Campeones 2017-18.                 |
|  | Clasificado para la Cuarta ronda previa (play-off) de la Liga de Campeones 2017-18. |
|  | Clasificado para la Fase de grupos de la Liga Europea 2017-18.                      |
|  | Clasificado para la Tercera ronda previa de la Liga Europea 2017-18.                |
|  | Descendido a la English Football League Championship 2017-18.                       |

### Evolución de las posiciones
| Equipo / Jornada       | 1  | 2  | 3  | 4  | 5  | 6  | 7  | 8  | 9  | 10 | 11 | 12 | 13 | 14 | 15 | 16 | 17 | 18 | 19 | 20 | 21 | 22 | 23 | 24 | 25 | 26 | 27 | 28 | 29 | 30 | 31 | 32 | 33 | 34 | 35 | 36 | 37 | 38 |
| Equipo / Jornada       |    |    |    |    |    |    |    |    |    |    |    |    |    |    |    |    |    |    |    |    |    |    |    |    |    |    |    |    |    |    |    |    |    |    |    |    |    |    |
| ---------------------- | -- | -- | -- | -- | -- | -- | -- | -- | -- | -- | -- | -- | -- | -- | -- | -- | -- | -- | -- | -- | -- | -- | -- | -- | -- | -- | -- | -- | -- | -- | -- | -- | -- | -- | -- | -- | -- | -- |
| Chelsea7 9             | 3  | 4  | 2  | 2  | 5  | 8  | 7  | 5  | 4  | 4  | 2  | 1  | 1  | 1  | 1  | 1  | 1  | 1  | 1  | 1  | 1  | 1  | 1  | 1  | 1  | 1  | 1  | 1  | 1  | 1  | 1  | 1  | 1  | 1  | 1  | 1  | 1  | 1  |
| Tottenham Hotspur6 12  | 12 | 7  | 7  | 5  | 3  | 2  | 2  | 3  | 5  | 5  | 5  | 5  | 5  | 5  | 5  | 5  | 5  | 5  | 4  | 3  | 2  | 3  | 2  | 2  | 3  | 2  | 2  | 2  | 2  | 2  | 2  | 2  | 2  | 2  | 2  | 2  | 2  | 2  |
| Manchester City1 3 11  | 5  | 1  | 1  | 1  | 1  | 1  | 1  | 1  | 1  | 1  | 3  | 3  | 3  | 4  | 4  | 4  | 3  | 3  | 5  | 4  | 5  | 5  | 5  | 3  | 2  | 3  | 3  | 3  | 3  | 4  | 4  | 4  | 4  | 4  | 4  | 4  | 3  | 3  |
| Liverpool              | 2  | 11 | 11 | 6  | 6  | 4  | 4  | 4  | 3  | 3  | 1  | 2  | 2  | 3  | 3  | 2  | 2  | 2  | 2  | 2  | 3  | 4  | 4  | 5  | 5  | 5  | 4  | 4  | 4  | 3  | 3  | 3  | 3  | 3  | 3  | 3  | 4  | 4  |
| Arsenal2 4 10          | 14 | 13 | 8  | 7  | 4  | 3  | 3  | 2  | 2  | 2  | 4  | 4  | 4  | 2  | 2  | 3  | 4  | 4  | 3  | 5  | 4  | 2  | 3  | 4  | 4  | 4  | 5  | 5  | 6  | 6  | 5  | 6  | 6  | 6  | 6  | 5  | 5  | 5  |
| Manchester United1 8   | 1  | 2  | 3  | 4  | 7  | 6  | 6  | 7  | 7  | 8  | 6  | 6  | 6  | 6  | 6  | 6  | 6  | 6  | 6  | 6  | 6  | 6  | 6  | 6  | 6  | 6  | 6  | 6  | 5  | 5  | 6  | 5  | 5  | 5  | 5  | 6  | 6  | 6  |
| Everton                | 8  | 5  | 4  | 3  | 2  | 5  | 5  | 6  | 6  | 6  | 7  | 7  | 7  | 8  | 9  | 8  | 9  | 7  | 7  | 7  | 7  | 7  | 7  | 7  | 7  | 7  | 7  | 7  | 7  | 7  | 7  | 7  | 7  | 7  | 7  | 7  | 7  | 7  |
| Southampton2 8 9       | 10 | 16 | 15 | 18 | 14 | 9  | 10 | 8  | 8  | 9  | 10 | 11 | 10 | 12 | 10 | 9  | 7  | 8  | 9  | 10 | 13 | 11 | 12 | 13 | 11 | 13 | 10 | 10 | 10 | 10 | 9  | 9  | 9  | 9  | 9  | 10 | 8  | 8  |
| Bournemouth            | 20 | 20 | 19 | 14 | 17 | 15 | 13 | 11 | 10 | 10 | 13 | 10 | 12 | 10 | 12 | 10 | 10 | 12 | 10 | 9  | 11 | 12 | 14 | 14 | 14 | 14 | 14 | 14 | 11 | 11 | 13 | 15 | 16 | 13 | 10 | 11 | 10 | 9  |
| West Bromwich Albion11 | 7  | 9  | 10 | 12 | 10 | 10 | 9  | 12 | 13 | 16 | 11 | 9  | 9  | 7  | 8  | 7  | 8  | 9  | 8  | 8  | 8  | 8  | 8  | 8  | 8  | 8  | 8  | 8  | 8  | 8  | 8  | 8  | 8  | 8  | 8  | 8  | 9  | 10 |
| West Ham United        | 17 | 10 | 12 | 17 | 18 | 18 | 18 | 15 | 15 | 17 | 17 | 17 | 16 | 17 | 17 | 15 | 13 | 11 | 12 | 13 | 12 | 10 | 11 | 9  | 10 | 9  | 11 | 11 | 12 | 14 | 15 | 14 | 13 | 14 | 15 | 12 | 12 | 11 |
| Leicester City4 12     | 15 | 15 | 9  | 16 | 11 | 12 | 12 | 13 | 12 | 11 | 14 | 14 | 14 | 16 | 14 | 14 | 15 | 16 | 15 | 15 | 15 | 15 | 16 | 16 | 17 | 15 | 15 | 15 | 15 | 13 | 11 | 11 | 12 | 15 | 11 | 9  | 11 | 12 |
| Stoke City3            | 11 | 17 | 20 | 20 | 20 | 19 | 19 | 18 | 16 | 12 | 12 | 13 | 11 | 9  | 11 | 12 | 11 | 13 | 14 | 11 | 9  | 9  | 9  | 11 | 9  | 10 | 9  | 9  | 9  | 9  | 12 | 13 | 11 | 11 | 12 | 13 | 14 | 13 |
| Crystal Palace6        | 19 | 19 | 17 | 11 | 8  | 7  | 8  | 9  | 11 | 13 | 16 | 16 | 17 | 14 | 15 | 16 | 17 | 17 | 17 | 17 | 17 | 18 | 18 | 19 | 19 | 18 | 17 | 17 | 16 | 16 | 16 | 16 | 15 | 12 | 16 | 16 | 13 | 14 |
| Swansea City           | 6  | 12 | 14 | 13 | 15 | 17 | 17 | 19 | 19 | 19 | 19 | 20 | 19 | 20 | 18 | 18 | 19 | 19 | 20 | 19 | 20 | 17 | 17 | 17 | 15 | 16 | 16 | 16 | 17 | 17 | 18 | 18 | 18 | 18 | 18 | 17 | 17 | 15 |
| Burnley                | 18 | 8  | 13 | 15 | 16 | 13 | 14 | 14 | 14 | 14 | 9  | 12 | 13 | 15 | 13 | 13 | 16 | 14 | 11 | 12 | 10 | 13 | 10 | 12 | 12 | 11 | 12 | 12 | 13 | 15 | 14 | 12 | 14 | 16 | 14 | 14 | 15 | 16 |
| Watford7               | 13 | 14 | 18 | 10 | 9  | 11 | 11 | 10 | 9  | 7  | 8  | 8  | 8  | 11 | 7  | 11 | 12 | 10 | 13 | 14 | 14 | 14 | 13 | 10 | 13 | 12 | 13 | 13 | 14 | 12 | 10 | 10 | 10 | 10 | 13 | 15 | 16 | 17 |
| Hull City              | 4  | 3  | 5  | 8  | 12 | 14 | 15 | 16 | 18 | 18 | 18 | 18 | 18 | 19 | 19 | 19 | 20 | 20 | 19 | 20 | 18 | 19 | 19 | 18 | 18 | 19 | 19 | 18 | 18 | 18 | 17 | 17 | 17 | 17 | 17 | 18 | 18 | 18 |
| Middlesbrough5         | 9  | 6  | 6  | 9  | 13 | 16 | 16 | 17 | 17 | 15 | 15 | 15 | 15 | 13 | 16 | 17 | 14 | 15 | 16 | 16 | 16 | 16 | 15 | 15 | 16 | 17 | 18 | 19 | 19 | 19 | 19 | 19 | 19 | 19 | 19 | 19 | 19 | 19 |
| Sunderland5 10         | 16 | 18 | 16 | 19 | 19 | 20 | 20 | 20 | 20 | 20 | 20 | 19 | 20 | 18 | 20 | 20 | 18 | 18 | 18 | 18 | 19 | 20 | 20 | 20 | 20 | 20 | 20 | 20 | 20 | 20 | 20 | 20 | 20 | 20 | 20 | 20 | 20 | 20 |

Notas:
- 1 Posiciones de Manchester City y Manchester United de la fecha 26 hasta la 34 con un partido pendiente por la suspensión del encuentro entre ambos en la jornada 26.
- 2 Posiciones de Southampton y Arsenal de la fecha 26 hasta la 36 con un partido pendiente por la suspensión del encuentro entre ambos en la jornada 26.
- 3 Posiciones de Manchester City y Stoke City de la fecha 28 con un partido anticipado por la suspensión del encuentro entre ambos en la jornada 28.
- 4 Posiciones de Arsenal y Leicester City de la fecha 28 hasta la 34 con un partido pendiente por la suspensión del encuentro entre ambos en la jornada 28.
- 5 Posiciones de Middlesbrough y Sunderland de la fecha 28 hasta la 34 con un partido pendiente por la suspensión del encuentro entre ambos en la jornada 28.
- 6 Posiciones de Crystal Palace y Tottenham Hotspur de la fecha 28 hasta la 34 con un partido pendiente por la suspensión del encuentro entre ambos en la jornada 28.
- 7 Posiciones de Chelsea y Watford de la fecha 28 hasta la 37 con un partido pendiente por la suspensión del encuentro entre ambos en la jornada 28.
- 8 Posiciones de Southampton y Manchester United de la fecha 28 hasta la 37 con un partido pendiente por la suspensión del encuentro entre ambos en la jornada 28.
- 9 Posiciones de Chelsea y Southampton de la fecha 34 hasta la 37 con un partido pendiente por la suspensión del encuentro entre ambos en la jornada 34.
- 10 Posiciones de Arsenal y Sunderland de la fecha 34 hasta la 37 con un partido pendiente por la suspensión del encuentro entre ambos en la jornada 34.
- 11 Posiciones de Manchester City y West Bromwich Albion de la fecha 34 hasta la 37 con un partido pendiente por la suspensión del encuentro entre ambos en la jornada 34.
- 12 Posiciones de Leicester City y Tottenham Hotspur de la fecha 34 hasta la 37 con un partido pendiente por la suspensión del encuentro entre ambos en la jornada 34.

## Resultados
- Los horarios corresponden al huso horario del Reino Unido (Hora de Europa Occidental): UTC+0 en horario estándar y UTC+1 en horario de verano

### Primera vuelta
| Hull City       | 2 - 1 | Leicester City       | KCOM Stadium      | 13 de agosto | 12:30 |
| Burnley         | 0 - 1 | Swansea City         | Turf Moor         | 13 de agosto | 15:00 |
| Crystal Palace  | 0 - 1 | West Bromwich Albion | Selhurst Park     | 13 de agosto | 15:00 |
| Everton         | 1 - 1 | Tottenham Hotspur    | Goodison Park     | 13 de agosto | 15:00 |
| Middlesbrough   | 1 - 1 | Stoke City           | Riverside Stadium | 13 de agosto | 15:00 |
| Southampton     | 1 - 1 | Watford              | St Mary's Stadium | 13 de agosto | 15:00 |
| Manchester City | 2 - 1 | Sunderland           | Etihad Stadium    | 13 de agosto | 17:30 |
| Bournemouth     | 1 - 3 | Manchester United    | Vitality Stadium  | 14 de agosto | 13:30 |
| Arsenal         | 3 - 4 | Liverpool            | Emirates Stadium  | 14 de agosto | 16:00 |
| Chelsea         | 2 - 1 | West Ham United      | Stamford Bridge   | 15 de agosto | 20:00 |

| Manchester United    | 2 - 0 | Southampton     | Old Trafford        | 19 de agosto | 20:00 |
| Stoke City           | 1 - 4 | Manchester City | Bet365 Stadium      | 20 de agosto | 12:30 |
| Burnley              | 2 - 0 | Liverpool       | Turf Moor           | 20 de agosto | 15:00 |
| Swansea City         | 0 - 2 | Hull City       | Liberty Stadium     | 20 de agosto | 15:00 |
| Tottenham Hotspur    | 1 - 0 | Crystal Palace  | White Hart Lane     | 20 de agosto | 15:00 |
| Watford              | 1 - 2 | Chelsea         | Vicarage Road       | 20 de agosto | 15:00 |
| West Bromwich Albion | 1 - 2 | Everton         | The Hawthorns       | 20 de agosto | 15:00 |
| Leicester City       | 0 - 0 | Arsenal         | King Power Stadium  | 20 de agosto | 17:30 |
| Sunderland           | 1 - 2 | Middlesbrough   | Stadium of Light    | 21 de agosto | 13:30 |
| West Ham United      | 1 - 0 | Bournemouth     | Olímpico de Londres | 21 de agosto | 16:00 |

| Tottenham Hotspur    | 1 - 1 | Liverpool         | White Hart Lane    | 27 de agosto | 12:30 |
| Chelsea              | 3 - 0 | Burnley           | Stamford Bridge    | 27 de agosto | 15:00 |
| Crystal Palace       | 1 - 1 | Bournemouth       | Selhurst Park      | 27 de agosto | 15:00 |
| Everton              | 1 - 0 | Stoke City        | Goodison Park      | 27 de agosto | 15:00 |
| Leicester City       | 2 - 1 | Swansea City      | King Power Stadium | 27 de agosto | 15:00 |
| Southampton          | 1 - 1 | Sunderland        | St Mary's Stadium  | 27 de agosto | 15:00 |
| Watford              | 1 - 3 | Arsenal           | Vicarage Road      | 27 de agosto | 15:00 |
| Hull City            | 0 - 1 | Manchester United | KCOM Stadium       | 27 de agosto | 17:30 |
| West Bromwich Albion | 0 - 0 | Middlesbrough     | The Hawthorns      | 28 de agosto | 13:30 |
| Manchester City      | 3 - 1 | West Ham United   | Etihad Stadium     | 28 de agosto | 16:00 |

| Manchester United | 1 - 2 | Manchester City      | Old Trafford        | 10 de septiembre | 12:30 |
| Arsenal           | 2 - 1 | Southampton          | Emirates Stadium    | 10 de septiembre | 15:00 |
| Bournemouth       | 1 - 0 | West Bromwich Albion | Vitality Stadium    | 10 de septiembre | 15:00 |
| Burnley           | 1 - 1 | Hull City            | Turf Moor           | 10 de septiembre | 15:00 |
| Middlesbrough     | 1 - 2 | Crystal Palace       | Riverside Stadium   | 10 de septiembre | 15:00 |
| Stoke City        | 0 - 4 | Tottenham Hotspur    | Bet365 Stadium      | 10 de septiembre | 15:00 |
| West Ham United   | 2 - 4 | Watford              | Olímpico de Londres | 10 de septiembre | 15:00 |
| Liverpool         | 4 - 1 | Leicester City       | Anfield             | 10 de septiembre | 17:30 |
| Swansea City      | 2 - 2 | Chelsea              | Liberty Stadium     | 11 de septiembre | 16:00 |
| Sunderland        | 0 - 3 | Everton              | Stadium of Light    | 12 de septiembre | 20:00 |

| Chelsea              | 1 - 2 | Liverpool         | Stamford Bridge    | 16 de septiembre | 20:00 |
| Hull City            | 1 - 4 | Arsenal           | KCOM Stadium       | 17 de septiembre | 15:00 |
| Leicester City       | 3 - 0 | Burnley           | King Power Stadium | 17 de septiembre | 15:00 |
| Manchester City      | 4 - 0 | Bournemouth       | Etihad Stadium     | 17 de septiembre | 15:00 |
| West Bromwich Albion | 4 - 2 | West Ham United   | The Hawthorns      | 17 de septiembre | 15:00 |
| Everton              | 3 - 1 | Middlesbrough     | Goodison Park      | 17 de septiembre | 17:30 |
| Watford              | 3 - 1 | Manchester United | Vicarage Road      | 18 de septiembre | 12:00 |
| Crystal Palace       | 4 - 1 | Stoke City        | Selhurst Park      | 18 de septiembre | 14:15 |
| Southampton          | 1 - 0 | Swansea City      | St Mary's Stadium  | 18 de septiembre | 14:15 |
| Tottenham Hotspur    | 1 - 0 | Sunderland        | White Hart Lane    | 18 de septiembre | 16:30 |

| Manchester United | 4 - 1 | Leicester City       | Old Trafford        | 24 de septiembre | 12:30 |
| Bournemouth       | 1 - 0 | Everton              | Vitality Stadium    | 24 de septiembre | 15:00 |
| Liverpool         | 5 - 1 | Hull City            | Anfield             | 24 de septiembre | 15:00 |
| Middlesbrough     | 1 - 2 | Tottenham Hotspur    | Riverside Stadium   | 24 de septiembre | 15:00 |
| Stoke City        | 1 - 1 | West Bromwich Albion | Bet365 Stadium      | 24 de septiembre | 15:00 |
| Sunderland        | 2 - 3 | Crystal Palace       | Stadium of Light    | 24 de septiembre | 15:00 |
| Swansea City      | 1 - 3 | Manchester City      | Liberty Stadium     | 24 de septiembre | 15:00 |
| Arsenal           | 3 - 0 | Chelsea              | Emirates Stadium    | 24 de septiembre | 17:30 |
| West Ham United   | 0 - 3 | Southampton          | Olímpico de Londres | 25 de septiembre | 16:00 |
| Burnley           | 2 - 0 | Watford              | Turf Moor           | 26 de septiembre | 20:00 |

| Everton           | 1 - 1 | Crystal Palace       | Goodison Park       | 30 de septiembre | 20:00 |
| Swansea City      | 1 - 2 | Liverpool            | Liberty Stadium     | 1 de octubre     | 12:30 |
| Hull City         | 0 - 2 | Chelsea              | KCOM Stadium        | 1 de octubre     | 15:00 |
| Sunderland        | 1 - 1 | West Bromwich Albion | Stadium of Light    | 1 de octubre     | 15:00 |
| Watford           | 2 - 2 | Bournemouth          | Vicarage Road       | 1 de octubre     | 15:00 |
| West Ham United   | 1 - 1 | Middlesbrough        | Olímpico de Londres | 1 de octubre     | 15:00 |
| Manchester United | 1 - 1 | Stoke City           | Old Trafford        | 2 de octubre     | 12:00 |
| Leicester City    | 0 - 0 | Southampton          | King Power Stadium  | 2 de octubre     | 14:15 |
| Tottenham Hotspur | 2 - 0 | Manchester City      | White Hart Lane     | 2 de octubre     | 14:15 |
| Burnley           | 0 - 1 | Arsenal              | Turf Moor           | 2 de octubre     | 16:30 |

| Chelsea              | 3 - 0 | Leicester City    | Stamford Bridge   | 15 de octubre | 12:30 |
| Arsenal              | 3 - 2 | Swansea City      | Emirates Stadium  | 15 de octubre | 15:00 |
| Bournemouth          | 6 - 1 | Hull City         | Vitality Stadium  | 15 de octubre | 15:00 |
| Manchester City      | 1 - 1 | Everton           | Etihad Stadium    | 15 de octubre | 15:00 |
| Stoke City           | 2 - 0 | Sunderland        | Bet365 Stadium    | 15 de octubre | 15:00 |
| West Bromwich Albion | 1 - 1 | Tottenham Hotspur | The Hawthorns     | 15 de octubre | 15:00 |
| Crystal Palace       | 0 - 1 | West Ham United   | Selhurst Park     | 15 de octubre | 17:30 |
| Middlesbrough        | 0 - 1 | Watford           | Riverside Stadium | 16 de octubre | 13:30 |
| Southampton          | 3 - 1 | Burnley           | St Mary's Stadium | 16 de octubre | 16:00 |
| Liverpool            | 0 - 0 | Manchester United | Anfield           | 17 de octubre | 20:00 |

| Bournemouth     | 0 - 0 | Tottenham Hotspur    | Vitality Stadium    | 22 de octubre | 12:30 |
| Arsenal         | 0 - 0 | Middlesbrough        | Emirates Stadium    | 22 de octubre | 15:00 |
| Burnley         | 2 - 1 | Everton              | Turf Moor           | 22 de octubre | 15:00 |
| Hull City       | 0 - 2 | Stoke City           | KCOM Stadium        | 22 de octubre | 15:00 |
| Leicester City  | 3 - 1 | Crystal Palace       | King Power Stadium  | 22 de octubre | 15:00 |
| Swansea City    | 0 - 0 | Watford              | Liberty Stadium     | 22 de octubre | 15:00 |
| West Ham United | 1 - 0 | Sunderland           | Olímpico de Londres | 22 de octubre | 15:00 |
| Liverpool       | 2 - 1 | West Bromwich Albion | Anfield             | 22 de octubre | 17:30 |
| Manchester City | 1 - 1 | Southampton          | Etihad Stadium      | 23 de octubre | 13:30 |
| Chelsea         | 4 - 0 | Manchester United    | Stamford Bridge     | 23 de octubre | 16:00 |

| Sunderland           | 1 - 4 | Arsenal         | Stadium of Light  | 29 de octubre | 12:30 |
| Manchester United    | 0 - 0 | Burnley         | Old Trafford      | 29 de octubre | 15:00 |
| Middlesbrough        | 2 - 0 | Bournemouth     | Riverside Stadium | 29 de octubre | 15:00 |
| Tottenham Hotspur    | 1 - 1 | Leicester City  | White Hart Lane   | 29 de octubre | 15:00 |
| Watford              | 1 - 0 | Hull City       | Vicarage Road     | 29 de octubre | 15:00 |
| West Bromwich Albion | 0 - 4 | Manchester City | The Hawthorns     | 29 de octubre | 15:00 |
| Crystal Palace       | 2 - 4 | Liverpool       | Selhurst Park     | 29 de octubre | 17:30 |
| Everton              | 2 - 0 | West Ham United | Goodison Park     | 30 de octubre | 13:30 |
| Southampton          | 0 - 2 | Chelsea         | St Mary's Stadium | 30 de octubre | 16:00 |
| Stoke City           | 3 - 1 | Swansea City    | Bet365 Stadium    | 31 de octubre | 20:00 |

| Bournemouth     | 1 - 2 | Sunderland           | Vitality Stadium    | 5 de noviembre | 15:00 |
| Burnley         | 3 - 2 | Crystal Palace       | Turf Moor           | 5 de noviembre | 15:00 |
| Manchester City | 1 - 1 | Middlesbrough        | Etihad Stadium      | 5 de noviembre | 15:00 |
| West Ham United | 1 - 1 | Stoke City           | Olímpico de Londres | 5 de noviembre | 15:00 |
| Chelsea         | 5 - 0 | Everton              | Stamford Bridge     | 5 de noviembre | 17:30 |
| Arsenal         | 1 - 1 | Tottenham Hotspur    | Emirates Stadium    | 6 de noviembre | 12:00 |
| Hull City       | 2 - 1 | Southampton          | KCOM Stadium        | 6 de noviembre | 14:15 |
| Liverpool       | 6 - 1 | Watford              | Anfield             | 6 de noviembre | 14:15 |
| Swansea City    | 1 - 3 | Manchester United    | Liberty Stadium     | 6 de noviembre | 15:00 |
| Leicester City  | 1 - 2 | West Bromwich Albion | King Power Stadium  | 6 de noviembre | 16:30 |

| Manchester United    | 1 - 1 | Arsenal         | Old Trafford      | 19 de noviembre | 12:30 |
| Crystal Palace       | 1 - 2 | Manchester City | Selhurst Park     | 19 de noviembre | 15:00 |
| Everton              | 1 - 1 | Swansea City    | Goodison Park     | 19 de noviembre | 15:00 |
| Southampton          | 0 - 0 | Liverpool       | St Mary's Stadium | 19 de noviembre | 15:00 |
| Stoke City           | 0 - 1 | Bournemouth     | Bet365 Stadium    | 19 de noviembre | 15:00 |
| Sunderland           | 3 - 0 | Hull City       | Stadium of Light  | 19 de noviembre | 15:00 |
| Watford              | 2 - 1 | Leicester City  | Vicarage Road     | 19 de noviembre | 15:00 |
| Tottenham Hotspur    | 3 - 2 | West Ham United | White Hart Lane   | 19 de noviembre | 17:30 |
| Middlesbrough        | 0 - 1 | Chelsea         | Riverside Stadium | 20 de noviembre | 16:00 |
| West Bromwich Albion | 4 - 0 | Burnley         | The Hawthorns     | 21 de noviembre | 20:00 |

| Burnley           | 1 - 2 | Manchester City      | Turf Moor          | 26 de noviembre | 12:30 |
| Hull City         | 1 - 1 | West Bromwich Albion | KCOM Stadium       | 26 de noviembre | 15:00 |
| Leicester City    | 2 - 2 | Middlesbrough        | King Power Stadium | 26 de noviembre | 15:00 |
| Liverpool         | 2 - 0 | Sunderland           | Anfield            | 26 de noviembre | 15:00 |
| Swansea City      | 5 - 4 | Crystal Palace       | Liberty Stadium    | 26 de noviembre | 15:00 |
| Chelsea           | 2 - 1 | Tottenham Hotspur    | Stamford Bridge    | 26 de noviembre | 17:30 |
| Watford           | 0 - 1 | Stoke City           | Vicarage Road      | 27 de noviembre | 12:00 |
| Arsenal           | 3 - 1 | Bournemouth          | Emirates Stadium   | 27 de noviembre | 14:15 |
| Manchester United | 1 - 1 | West Ham United      | Old Trafford       | 27 de noviembre | 16:30 |
| Southampton       | 1 - 0 | Everton              | St Mary's Stadium  | 27 de noviembre | 16:30 |

| Manchester City      | 1 - 3 | Chelsea           | Etihad Stadium      | 3 de diciembre | 12:30 |
| Crystal Palace       | 3 - 0 | Southampton       | Selhurst Park       | 3 de diciembre | 15:00 |
| Stoke City           | 2 - 0 | Burnley           | Bet365 Stadium      | 3 de diciembre | 15:00 |
| Sunderland           | 2 - 1 | Leicester City    | Stadium of Light    | 3 de diciembre | 15:00 |
| Tottenham Hotspur    | 5 - 0 | Swansea City      | White Hart Lane     | 3 de diciembre | 15:00 |
| West Bromwich Albion | 3 - 1 | Watford           | The Hawthorns       | 3 de diciembre | 15:00 |
| West Ham United      | 1 - 5 | Arsenal           | Olímpico de Londres | 3 de diciembre | 17:30 |
| Bournemouth          | 4 - 3 | Liverpool         | Vitality Stadium    | 4 de diciembre | 13:30 |
| Everton              | 1 - 1 | Manchester United | Goodison Park       | 4 de diciembre | 16:01 |
| Middlesbrough        | 1 - 0 | Hull City         | Riverside Stadium   | 5 de diciembre | 20:00 |

| Watford           | 3 - 2 | Everton              | Vicarage Road      | 10 de diciembre | 12:30 |
| Arsenal           | 3 - 1 | Stoke City           | Emirates Stadium   | 10 de diciembre | 15:00 |
| Burnley           | 3 - 2 | Bournemouth          | Turf Moor          | 10 de diciembre | 15:00 |
| Hull City         | 3 - 3 | Crystal Palace       | KCOM Stadium       | 10 de diciembre | 15:00 |
| Swansea City      | 3 - 0 | Sunderland           | Liberty Stadium    | 10 de diciembre | 15:00 |
| Leicester City    | 4 - 2 | Manchester City      | King Power Stadium | 10 de diciembre | 17:30 |
| Chelsea           | 1 - 0 | West Bromwich Albion | Stamford Bridge    | 11 de diciembre | 12:00 |
| Manchester United | 1 - 0 | Tottenham Hotspur    | Old Trafford       | 11 de diciembre | 14:15 |
| Southampton       | 1 - 0 | Middlesbrough        | St Mary's Stadium  | 11 de diciembre | 14:15 |
| Liverpool         | 2 - 2 | West Ham United      | Anfield            | 11 de diciembre | 16:30 |

| Bournemouth          | 1 - 0 | Leicester City    | Vitality Stadium    | 13 de diciembre | 19:45 |
| Everton              | 2 - 1 | Arsenal           | Goodison Park       | 13 de diciembre | 19:45 |
| Middlesbrough        | 0 - 3 | Liverpool         | Riverside Stadium   | 14 de diciembre | 19:45 |
| Sunderland           | 0 - 1 | Chelsea           | Stadium of Light    | 14 de diciembre | 19:45 |
| West Ham United      | 1 - 0 | Burnley           | Olímpico de Londres | 14 de diciembre | 19:45 |
| Crystal Palace       | 1 - 2 | Manchester United | Selhurst Park       | 14 de diciembre | 20:00 |
| West Bromwich Albion | 3 - 1 | Swansea City      | The Hawthorns       | 14 de diciembre | 20:00 |
| Manchester City      | 2 - 0 | Watford           | Etihad Stadium      | 14 de diciembre | 20:00 |
| Stoke City           | 0 - 0 | Southampton       | Bet365 Stadium      | 14 de diciembre | 20:00 |
| Tottenham Hotspur    | 3 - 0 | Hull City         | White Hart Lane     | 14 de diciembre | 20:00 |

| Crystal Palace       | 0 - 1 | Chelsea           | Selhurst Park       | 17 de diciembre | 12:30 |
| Middlesbrough        | 3 - 0 | Swansea City      | Riverside Stadium   | 17 de diciembre | 15:00 |
| Stoke City           | 2 - 2 | Leicester City    | Bet365 Stadium      | 17 de diciembre | 15:00 |
| Sunderland           | 1 - 0 | Watford           | Stadium of Light    | 17 de diciembre | 15:00 |
| West Ham United      | 1 - 0 | Hull City         | Olímpico de Londres | 17 de diciembre | 15:00 |
| West Bromwich Albion | 0 - 2 | Manchester United | The Hawthorns       | 17 de diciembre | 17:30 |
| Bournemouth          | 1 - 3 | Southampton       | Vitality Stadium    | 18 de diciembre | 13:30 |
| Manchester City      | 2 - 1 | Arsenal           | Etihad Stadium      | 18 de diciembre | 16:00 |
| Tottenham Hotspur    | 2 - 1 | Burnley           | White Hart Lane     | 18 de diciembre | 16:00 |
| Everton              | 0 - 1 | Liverpool         | Goodison Park       | 19 de diciembre | 20:00 |

| Watford           | 1 - 1 | Crystal Palace       | Vicarage Road      | 26 de diciembre | 12:30 |
| Arsenal           | 1 - 0 | West Bromwich Albion | Emirates Stadium   | 26 de diciembre | 15:00 |
| Burnley           | 1 - 0 | Middlesbrough        | Turf Moor          | 26 de diciembre | 15:00 |
| Chelsea           | 3 - 0 | Bournemouth          | Stamford Bridge    | 26 de diciembre | 15:00 |
| Leicester City    | 0 - 2 | Everton              | King Power Stadium | 26 de diciembre | 15:00 |
| Manchester United | 3 - 1 | Sunderland           | Old Trafford       | 26 de diciembre | 15:00 |
| Swansea City      | 1 - 4 | West Ham United      | Liberty Stadium    | 26 de diciembre | 15:00 |
| Hull City         | 0 - 3 | Manchester City      | KCOM Stadium       | 26 de diciembre | 17:15 |
| Liverpool         | 4 - 1 | Stoke City           | Anfield            | 27 de diciembre | 17:15 |
| Southampton       | 1 - 4 | Tottenham Hotspur    | St Mary's Stadium  | 28 de diciembre | 19:45 |

| Hull City         | 2 - 2 | Everton              | KCOM Stadium       | 30 de diciembre | 20:00 |
| Burnley           | 4 - 1 | Sunderland           | Turf Moor          | 31 de diciembre | 15:00 |
| Chelsea           | 4 - 2 | Stoke City           | Stamford Bridge    | 31 de diciembre | 15:00 |
| Leicester City    | 1 - 0 | West Ham United      | King Power Stadium | 31 de diciembre | 15:00 |
| Manchester United | 2 - 1 | Middlesbrough        | Old Trafford       | 31 de diciembre | 15:00 |
| Southampton       | 1 - 2 | West Bromwich Albion | St Mary's Stadium  | 31 de diciembre | 15:00 |
| Swansea City      | 0 - 3 | Bournemouth          | Liberty Stadium    | 31 de diciembre | 15:00 |
| Liverpool         | 1 - 0 | Manchester City      | Anfield            | 31 de diciembre | 17:30 |
| Watford           | 1 - 4 | Tottenham Hotspur    | Vicarage Road      | 1 de enero      | 13:30 |
| Arsenal           | 2 - 0 | Crystal Palace       | Emirates Stadium   | 1 de enero      | 16:00 |

### Segunda vuelta
| Middlesbrough        | 0 - 0 | Leicester City    | Riverside Stadium   | 2 de enero | 12:30 |
| Everton              | 3 - 0 | Southampton       | Goodison Park       | 2 de enero | 15:00 |
| Manchester City      | 2 - 1 | Burnley           | Etihad Stadium      | 2 de enero | 15:00 |
| Sunderland           | 2 - 2 | Liverpool         | Stadium of Light    | 2 de enero | 15:00 |
| West Bromwich Albion | 3 - 1 | Hull City         | The Hawthorns       | 2 de enero | 15:00 |
| West Ham United      | 0 - 2 | Manchester United | Olímpico de Londres | 2 de enero | 17:15 |
| Bournemouth          | 3 - 3 | Arsenal           | Vitality Stadium    | 3 de enero | 19:45 |
| Crystal Palace       | 1 - 2 | Swansea City      | Selhurst Park       | 3 de enero | 20:00 |
| Stoke City           | 2 - 0 | Watford           | Bet365 Stadium      | 3 de enero | 20:00 |
| Tottenham Hotspur    | 2 - 0 | Chelsea           | White Hart Lane     | 4 de enero | 20:00 |

| Tottenham Hotspur | 4 - 0 | West Bromwich Albion | White Hart Lane     | 14 de enero | 12:30 |
| Burnley           | 1 - 0 | Southampton          | Turf Moor           | 14 de enero | 15:00 |
| Hull City         | 3 - 1 | Bournemouth          | KCOM Stadium        | 14 de enero | 15:00 |
| Sunderland        | 1 - 3 | Stoke City           | Stadium of Light    | 14 de enero | 15:00 |
| Swansea City      | 0 - 4 | Arsenal              | Liberty Stadium     | 14 de enero | 15:00 |
| Watford           | 0 - 0 | Middlesbrough        | Vicarage Road       | 14 de enero | 15:00 |
| West Ham United   | 3 - 0 | Crystal Palace       | Olímpico de Londres | 14 de enero | 15:00 |
| Leicester City    | 0 - 3 | Chelsea              | King Power Stadium  | 14 de enero | 17:30 |
| Everton           | 4 - 0 | Manchester City      | Goodison Park       | 15 de enero | 13:30 |
| Manchester United | 1 - 1 | Liverpool            | Old Trafford        | 15 de enero | 16:00 |

| Liverpool            | 2 - 3 | Swansea City      | Anfield           | 21 de enero | 12:30 |
| Bournemouth          | 2 - 2 | Watford           | Vitality Stadium  | 21 de enero | 15:00 |
| Crystal Palace       | 0 - 1 | Everton           | Selhurst Park     | 21 de enero | 15:00 |
| Middlesbrough        | 1 - 3 | West Ham United   | Riverside Stadium | 21 de enero | 15:00 |
| Stoke City           | 1 - 1 | Manchester United | Bet365 Stadium    | 21 de enero | 15:00 |
| West Bromwich Albion | 2 - 0 | Sunderland        | The Hawthorns     | 21 de enero | 15:00 |
| Manchester City      | 2 - 2 | Tottenham Hotspur | Etihad Stadium    | 21 de enero | 17:30 |
| Southampton          | 3 - 0 | Leicester City    | St Mary's Stadium | 22 de enero | 12:00 |
| Arsenal              | 2 - 1 | Burnley           | Emirates Stadium  | 22 de enero | 14:15 |
| Chelsea              | 2 - 0 | Hull City         | Stamford Bridge   | 22 de enero | 16:30 |

| Arsenal           | 1 - 2 | Watford              | Emirates Stadium    | 31 de enero  | 19:45 |
| Bournemouth       | 0 - 2 | Crystal Palace       | Vitality Stadium    | 31 de enero  | 19:45 |
| Burnley           | 1 - 0 | Leicester City       | Turf Moor           | 31 de enero  | 19:45 |
| Middlesbrough     | 1 - 1 | West Bromwich Albion | Riverside Stadium   | 31 de enero  | 19:45 |
| Sunderland        | 0 - 0 | Tottenham Hotspur    | Stadium of Light    | 31 de enero  | 19:45 |
| Swansea City      | 2 - 1 | Southampton          | Liberty Stadium     | 31 de enero  | 19:45 |
| Liverpool         | 1 - 1 | Chelsea              | Anfield             | 31 de enero  | 20:00 |
| West Ham United   | 0 - 4 | Manchester City      | Olímpico de Londres | 1 de febrero | 19:45 |
| Manchester United | 0 - 0 | Hull City            | Old Trafford        | 1 de febrero | 20:00 |
| Stoke City        | 1 - 1 | Everton              | Bet365 Stadium      | 1 de febrero | 20:00 |

| Chelsea              | 3 - 1 | Arsenal           | Stamford Bridge    | 4 de febrero | 12:30 |
| Crystal Palace       | 0 - 4 | Sunderland        | Selhurst Park      | 4 de febrero | 15:00 |
| Everton              | 6 - 3 | Bournemouth       | Goodison Park      | 4 de febrero | 15:00 |
| Hull City            | 2 - 0 | Liverpool         | KCOM Stadium       | 4 de febrero | 15:00 |
| Southampton          | 1 - 3 | West Ham United   | St Mary's Stadium  | 4 de febrero | 15:00 |
| Watford              | 2 - 1 | Burnley           | Vicarage Road      | 4 de febrero | 15:00 |
| West Bromwich Albion | 1 - 0 | Stoke City        | The Hawthorns      | 4 de febrero | 15:00 |
| Tottenham Hotspur    | 1 - 0 | Middlesbrough     | White Hart Lane    | 4 de febrero | 17:30 |
| Manchester City      | 2 - 1 | Swansea City      | Etihad Stadium     | 5 de febrero | 13:30 |
| Leicester City       | 0 - 3 | Manchester United | King Power Stadium | 5 de febrero | 16:00 |

| Arsenal           | 2 - 0 | Hull City            | Emirates Stadium    | 11 de febrero | 12:30 |
| Manchester United | 2 - 0 | Watford              | Old Trafford        | 11 de febrero | 15:00 |
| Middlesbrough     | 0 - 0 | Everton              | Riverside Stadium   | 11 de febrero | 15:00 |
| Stoke City        | 1 - 0 | Crystal Palace       | Bet365 Stadium      | 11 de febrero | 15:00 |
| Sunderland        | 0 - 4 | Southampton          | Stadium of Light    | 11 de febrero | 15:00 |
| West Ham United   | 2 - 2 | West Bromwich Albion | Olímpico de Londres | 11 de febrero | 15:00 |
| Liverpool         | 2 - 0 | Tottenham Hotspur    | Anfield             | 11 de febrero | 17:30 |
| Burnley           | 1 - 1 | Chelsea              | Turf Moor           | 12 de febrero | 13:30 |
| Swansea City      | 2 - 0 | Leicester City       | Liberty Stadium     | 12 de febrero | 16:00 |
| Bournemouth       | 0 - 2 | Manchester City      | Vitality Stadium    | 13 de febrero | 20:00 |

| Chelsea              | 3 - 1 | Swansea City      | Stamford Bridge    | 25 de febrero | 15:00 |
| Crystal Palace       | 1 - 0 | Middlesbrough     | Selhurst Park      | 25 de febrero | 15:00 |
| Everton              | 2 - 0 | Sunderland        | Goodison Park      | 25 de febrero | 15:00 |
| Hull City            | 1 - 1 | Burnley           | KCOM Stadium       | 25 de febrero | 15:00 |
| West Bromwich Albion | 2 - 1 | Bournemouth       | The Hawthorns      | 25 de febrero | 15:00 |
| Watford              | 1 - 1 | West Ham United   | Vicarage Road      | 25 de febrero | 17:30 |
| Tottenham Hotspur    | 4 - 0 | Stoke City        | White Hart Lane    | 26 de febrero | 12:00 |
| Leicester City       | 3 - 1 | Liverpool         | King Power Stadium | 27 de febrero | 20:00 |
| Manchester City      | 0 - 0 | Manchester United | Etihad Stadium     | 27 de abril   | 20:00 |
| Southampton          | 0 - 2 | Arsenal           | St Mary's Stadium  | 10 de mayo    | 19:45 |

| Manchester United    | 1 - 1 | Bournemouth     | Old Trafford        | 4 de marzo | 12:30 |
| Leicester City       | 3 - 1 | Hull City       | King Power Stadium  | 4 de marzo | 15:00 |
| Stoke City           | 2 - 0 | Middlesbrough   | Bet365 Stadium      | 4 de marzo | 15:00 |
| Swansea City         | 3 - 2 | Burnley         | Liberty Stadium     | 4 de marzo | 15:00 |
| Watford              | 3 - 4 | Southampton     | Vicarage Road       | 4 de marzo | 15:00 |
| West Bromwich Albion | 0 - 2 | Crystal Palace  | The Hawthorns       | 4 de marzo | 15:00 |
| Liverpool            | 3 - 1 | Arsenal         | Anfield             | 4 de marzo | 17:30 |
| Tottenham Hotspur    | 3 - 2 | Everton         | White Hart Lane     | 5 de marzo | 13:30 |
| Sunderland           | 0 - 2 | Manchester City | Stadium of Light    | 5 de marzo | 16:00 |
| West Ham United      | 1 - 2 | Chelsea         | Olímpico de Londres | 6 de marzo | 20:00 |

| Manchester City | 0 - 0 | Stoke City           | Etihad Stadium    | 8 de marzo  | 20:00 |
| Bournemouth     | 3 - 2 | West Ham United      | Vitality Stadium  | 11 de marzo | 15:00 |
| Everton         | 3 - 0 | West Bromwich Albion | Goodison Park     | 11 de marzo | 15:00 |
| Hull City       | 2 - 1 | Swansea City         | KCOM Stadium      | 11 de marzo | 15:00 |
| Liverpool       | 2 - 1 | Burnley              | Anfield           | 12 de marzo | 16:00 |
| Arsenal         | 1 - 0 | Leicester City       | Emirates Stadium  | 26 de abril | 19:45 |
| Middlesbrough   | 1 - 0 | Sunderland           | Riverside Stadium | 26 de abril | 19:45 |
| Crystal Palace  | 0 - 1 | Tottenham Hotspur    | Selhurst Park     | 26 de abril | 20:00 |
| Chelsea         | 4 - 3 | Watford              | Stamford Bridge   | 15 de mayo  | 20:00 |
| Southampton     | 0 - 0 | Manchester United    | St Mary's Stadium | 17 de mayo  | 19:45 |

| West Bromwich Albion | 3 - 1 | Arsenal           | The Hawthorns       | 18 de marzo | 12:30 |
| Crystal Palace       | 1 - 0 | Watford           | Selhurst Park       | 18 de marzo | 15:00 |
| Everton              | 4 - 0 | Hull City         | Goodison Park       | 18 de marzo | 15:00 |
| Stoke City           | 1 - 2 | Chelsea           | Bet365 Stadium      | 18 de marzo | 15:00 |
| Sunderland           | 0 - 0 | Burnley           | Stadium of Light    | 18 de marzo | 15:00 |
| West Ham United      | 2 - 3 | Leicester City    | Olímpico de Londres | 18 de marzo | 15:00 |
| Bournemouth          | 2 - 0 | Swansea City      | Vitality Stadium    | 18 de marzo | 17:30 |
| Middlesbrough        | 1 - 3 | Manchester United | Riverside Stadium   | 19 de marzo | 12:00 |
| Tottenham Hotspur    | 2 - 1 | Southampton       | White Hart Lane     | 19 de marzo | 14:15 |
| Manchester City      | 1 - 1 | Liverpool         | Etihad Stadium      | 19 de marzo | 16:30 |

| Liverpool         | 3 - 1 | Everton              | Anfield            | 1 de abril | 12:30 |
| Burnley           | 0 - 2 | Tottenham Hotspur    | Turf Moor          | 1 de abril | 15:00 |
| Chelsea           | 1 - 2 | Crystal Palace       | Stamford Bridge    | 1 de abril | 15:00 |
| Hull City         | 2 - 1 | West Ham United      | KCOM Stadium       | 1 de abril | 15:00 |
| Leicester City    | 2 - 0 | Stoke City           | King Power Stadium | 1 de abril | 15:00 |
| Manchester United | 0 - 0 | West Bromwich Albion | Old Trafford       | 1 de abril | 15:00 |
| Watford           | 1 - 0 | Sunderland           | Vicarage Road      | 1 de abril | 15:00 |
| Southampton       | 0 - 0 | Bournemouth          | St Mary's Stadium  | 1 de abril | 17:30 |
| Swansea City      | 0 - 0 | Middlesbrough        | Liberty Stadium    | 2 de abril | 13:30 |
| Arsenal           | 2 - 2 | Manchester City      | Emirates Stadium   | 2 de abril | 16:00 |

| Burnley           | 1 - 0 | Stoke City           | Turf Moor          | 4 de abril | 19:45 |
| Leicester City    | 2 - 0 | Sunderland           | King Power Stadium | 4 de abril | 19:45 |
| Watford           | 2 - 0 | West Bromwich Albion | Vicarage Road      | 4 de abril | 19:45 |
| Manchester United | 1 - 1 | Everton              | Old Trafford       | 4 de abril | 20:00 |
| Arsenal           | 3 - 0 | West Ham United      | Emirates Stadium   | 5 de abril | 19:45 |
| Hull City         | 4 - 2 | Middlesbrough        | KCOM Stadium       | 5 de abril | 19:45 |
| Swansea City      | 1 - 3 | Tottenham Hotspur    | Liberty Stadium    | 5 de abril | 19:45 |
| Southampton       | 3 - 1 | Crystal Palace       | St Mary's Stadium  | 5 de abril | 19:45 |
| Chelsea           | 2 - 1 | Manchester City      | Stamford Bridge    | 5 de abril | 20:00 |
| Liverpool         | 2 - 2 | Bournemouth          | Anfield            | 5 de abril | 20:00 |

| Tottenham Hotspur    | 4 - 0 | Watford           | White Hart Lane     | 8 de abril  | 12:30 |
| Manchester City      | 3 - 1 | Hull City         | Etihad Stadium      | 8 de abril  | 15:00 |
| Middlesbrough        | 0 - 0 | Burnley           | Riverside Stadium   | 8 de abril  | 15:00 |
| Stoke City           | 1 - 2 | Liverpool         | Bet365 Stadium      | 8 de abril  | 15:00 |
| West Bromwich Albion | 0 - 1 | Southampton       | The Hawthorns       | 8 de abril  | 15:00 |
| West Ham United      | 1 - 0 | Swansea City      | Olímpico de Londres | 8 de abril  | 15:00 |
| Bournemouth          | 1 - 3 | Chelsea           | Vitality Stadium    | 8 de abril  | 17:30 |
| Sunderland           | 0 - 3 | Manchester United | Stadium of Light    | 9 de abril  | 13:30 |
| Everton              | 4 - 2 | Leicester City    | Goodison Park       | 9 de abril  | 16:00 |
| Crystal Palace       | 3 - 0 | Arsenal           | Selhurst Park       | 10 de abril | 20:00 |

| Tottenham Hotspur    | 4 - 0 | Bournemouth     | White Hart Lane   | 15 de abril | 12:30 |
| Crystal Palace       | 2 - 2 | Leicester City  | Selhurst Park     | 15 de abril | 15:00 |
| Everton              | 3 - 1 | Burnley         | Goodison Park     | 15 de abril | 15:00 |
| Stoke City           | 3 - 1 | Hull City       | Bet365 Stadium    | 15 de abril | 15:00 |
| Sunderland           | 2 - 2 | West Ham United | Stadium of Light  | 15 de abril | 15:00 |
| Watford              | 1 - 0 | Swansea City    | Vicarage Road     | 15 de abril | 15:00 |
| Southampton          | 0 - 3 | Manchester City | St Mary's Stadium | 15 de abril | 17:30 |
| West Bromwich Albion | 0 - 1 | Liverpool       | The Hawthorns     | 16 de abril | 13:30 |
| Manchester United    | 2 - 0 | Chelsea         | Old Trafford      | 16 de abril | 16:00 |
| Middlesbrough        | 1 - 2 | Arsenal         | Riverside Stadium | 17 de abril | 20:00 |

| Bournemouth     | 4 - 0 | Middlesbrough        | Vitality Stadium    | 22 de abril | 15:00 |
| Hull City       | 2 - 0 | Watford              | KCOM Stadium        | 22 de abril | 15:00 |
| Swansea City    | 2 - 0 | Stoke City           | Liberty Stadium     | 22 de abril | 15:00 |
| West Ham United | 0 - 0 | Everton              | Olímpico de Londres | 22 de abril | 15:00 |
| Burnley         | 0 - 2 | Manchester United    | Turf Moor           | 23 de abril | 14:15 |
| Liverpool       | 1 - 2 | Crystal Palace       | Anfield             | 23 de abril | 16:30 |
| Chelsea         | 4 - 2 | Southampton          | Stamford Bridge     | 25 de abril | 19:45 |
| Arsenal         | 2 - 0 | Sunderland           | Emirates Stadium    | 16 de mayo  | 19:45 |
| Manchester City | 3 - 1 | West Bromwich Albion | Etihad Stadium      | 16 de mayo  | 20:00 |
| Leicester City  | 1 - 6 | Tottenham Hotspur    | King Power Stadium  | 18 de mayo  | 19:45 |

| Southampton          | 0 - 0 | Hull City       | St Mary's Stadium | 29 de abril | 15:00 |
| Stoke City           | 0 - 0 | West Ham United | Bet365 Stadium    | 29 de abril | 15:00 |
| Sunderland           | 0 - 1 | Bournemouth     | Stadium of Light  | 29 de abril | 15:00 |
| West Bromwich Albion | 0 - 1 | Leicester City  | The Hawthorns     | 29 de abril | 15:00 |
| Crystal Palace       | 0 - 2 | Burnley         | Selhurst Park     | 29 de abril | 17:30 |
| Manchester United    | 1 - 1 | Swansea City    | Old Trafford      | 30 de abril | 12:00 |
| Everton              | 0 - 3 | Chelsea         | Goodison Park     | 30 de abril | 14:05 |
| Middlesbrough        | 2 - 2 | Manchester City | Riverside Stadium | 30 de abril | 14:05 |
| Tottenham Hotspur    | 2 - 0 | Arsenal         | White Hart Lane   | 30 de abril | 16:30 |
| Watford              | 0 - 1 | Liverpool       | Vicarage Road     | 1 de mayo   | 20:00 |

| West Ham United | 1 - 0 | Tottenham Hotspur    | Olímpico de Londres | 5 de mayo | 20:00 |
| Manchester City | 5 - 0 | Crystal Palace       | Etihad Stadium      | 6 de mayo | 12:30 |
| Bournemouth     | 2 - 2 | Stoke City           | Vitality Stadium    | 6 de mayo | 15:00 |
| Burnley         | 2 - 2 | West Bromwich Albion | Turf Moor           | 6 de mayo | 15:00 |
| Hull City       | 0 - 2 | Sunderland           | KCOM Stadium        | 6 de mayo | 15:00 |
| Leicester City  | 3 - 0 | Watford              | King Power Stadium  | 6 de mayo | 15:00 |
| Swansea City    | 1 - 0 | Everton              | Liberty Stadium     | 6 de mayo | 17:30 |
| Liverpool       | 0 - 0 | Southampton          | Anfield             | 7 de mayo | 13:30 |
| Arsenal         | 2 - 0 | Manchester United    | Emirates Stadium    | 7 de mayo | 16:00 |
| Chelsea         | 3 - 0 | Middlesbrough        | Stamford Bridge     | 8 de mayo | 20:00 |

| Everton              | 1 - 0 | Watford           | Goodison Park       | 12 de mayo | 19:45 |
| West Bromwich Albion | 0 - 1 | (C) Chelsea       | The Hawthorns       | 12 de mayo | 20:00 |
| Manchester City      | 2 - 1 | Leicester City    | Etihad Stadium      | 13 de mayo | 12:30 |
| Bournemouth          | 2 - 1 | Burnley           | Vitality Stadium    | 13 de mayo | 15:00 |
| Middlesbrough        | 1 - 2 | Southampton       | Riverside Stadium   | 13 de mayo | 15:00 |
| Sunderland           | 0 - 2 | Swansea City      | Stadium of Light    | 13 de mayo | 15:00 |
| Stoke City           | 1 - 4 | Arsenal           | Bet365 Stadium      | 13 de mayo | 17:30 |
| Crystal Palace       | 4 - 0 | Hull City         | Selhurst Park       | 14 de mayo | 11:00 |
| West Ham United      | 0 - 4 | Liverpool         | Olímpico de Londres | 14 de mayo | 13:15 |
| Tottenham Hotspur    | 2 - 1 | Manchester United | White Hart Lane     | 14 de mayo | 15:30 |

| Arsenal           | 3 - 1 | Everton              | Emirates Stadium   | 21 de mayo | 15:00 |
| Burnley           | 1 - 2 | West Ham United      | Turf Moor          | 21 de mayo | 15:00 |
| Chelsea           | 5 - 1 | Sunderland           | Stamford Bridge    | 21 de mayo | 15:00 |
| Hull City         | 1 - 7 | Tottenham Hotspur    | KCOM Stadium       | 21 de mayo | 15:00 |
| Leicester City    | 1 - 1 | Bournemouth          | King Power Stadium | 21 de mayo | 15:00 |
| Liverpool         | 3 - 0 | Middlesbrough        | Anfield            | 21 de mayo | 15:00 |
| Manchester United | 2 - 0 | Crystal Palace       | Old Trafford       | 21 de mayo | 15:00 |
| Southampton       | 0 - 1 | Stoke City           | St Mary's Stadium  | 21 de mayo | 15:00 |
| Swansea City      | 2 - 1 | West Bromwich Albion | Liberty Stadium    | 21 de mayo | 15:00 |
| Watford           | 0 - 5 | Manchester City      | Vicarage Road      | 21 de mayo | 15:00 |

## Estadísticas
| Harry Kane                               | Tottenham Hotspur | 29 | 30 | 0.97 |
| Romelu Lukaku                            | Everton           | 25 | 37 | 0.68 |
| Alexis Sánchez                           | Arsenal           | 24 | 38 | 0.63 |
| Sergio Agüero                            | Manchester City   | 20 | 31 | 0.65 |
| Diego Costa                              | Chelsea           | 20 | 35 | 0.57 |
| Dele Alli                                | Tottenham Hotspur | 18 | 37 | 0.49 |
| Zlatan Ibrahimović                       | Manchester United | 17 | 28 | 0.61 |
| Eden Hazard                              | Chelsea           | 16 | 36 | 0.44 |
| Joshua King                              | Bournemouth       | 16 | 36 | 0.44 |
| Christian Benteke                        | Crystal Palace    | 15 | 36 | 0.42 |
| Fernando Llorente                        | Swansea City      | 15 | 33 | 0.45 |
| Jermain Defoe                            | Sunderland        | 15 | 37 | 0.41 |
| Última actualización: 21 de mayo de 2017 |                   |    |    |      |

| Jugador              | Equipo               | Autogoles |
| -------------------- | -------------------- | --------- |
| Jack Cork            | Swansea City         | 2         |
| Robert Huth          | Leicester City       | 2         |
| Alfie Mawson         | Swansea City         | 2         |
| Ben Mee              | Burnley              | 2         |
| Tyrone Mings         | Bournemouth          | 2         |
| Ryan Shawcross       | Stoke City           | 2         |
| Gary Cahill          | Chelsea              | 1         |
| Petr Čech            | Arsenal              | 1         |
| Steve Cook           | Bournemouth          | 1         |
| Curtis Davies        | Hull City            | 1         |
| Steven Davis         | Southampton          | 1         |
| Michael Dawson       | Hull City            | 1         |
| Troy Deeney          | Watford              | 1         |
| Jason Denayer        | Sunderland           | 1         |
| Ahmed El Mohamady    | Hull City            | 1         |
| Shay Given           | Stoke City           | 1         |
| Heurelho Gomes       | Watford              | 1         |
| Tom Huddlestone      | Hull City            | 1         |
| Giannelli Imbula     | Stoke City           | 1         |
| Aleksandar Kolarov   | Manchester City      | 1         |
| David Marshall       | Hull City            | 1         |
| Juan Mata            | Manchester United    | 1         |
| Gareth McAuley       | West Bromwich Albion | 1         |
| Paddy McNair         | Sunderland           | 1         |
| Lys Mousset          | Bournemouth          | 1         |
| Kyle Naughton        | Swansea City         | 1         |
| Adam Smith           | Bournemouth          | 1         |
| Maarten Stekelenburg | Everton              | 1         |
| Glenn Whelan         | Stoke City           | 1         |
| Kevin Wimmer         | Tottenham Hotspur    | 1         |

| Kevin De Bruyne                          | Manchester City      | 18 | 36 |
| Christian Eriksen                        | Tottenham Hotspur    | 15 | 36 |
| Gylfi Sigurðsson                         | Swansea City         | 13 | 38 |
| Cesc Fàbregas                            | Chelsea              | 12 | 29 |
| Alexis Sánchez                           | Arsenal              | 10 | 38 |
| Mesut Özil                               | Arsenal              | 9  | 33 |
| Pedro Rodríguez                          | Chelsea              | 9  | 35 |
| Wilfried Zaha                            | Crystal Palace       | 9  | 35 |
| Georginio Wijnaldum                      | Liverpool            | 9  | 36 |
| Matt Phillips                            | West Bromwich Albion | 8  | 27 |
| Ross Barkley                             | Everton              | 8  | 36 |
| Última actualización: 21 de mayo de 2017 |                      |    |    |

## Datos y más estadísticas

### Récords de goles
- Primer gol de la temporada: Anotado por Adama Diomande, para el Hull City contra el Leicester City (13 de agosto de 2016).
- Último gol de la temporada: Anotado por Michy Batshuayi, para el Chelsea contra el Sunderland (21 de mayo de 2017).
- Gol más rápido: Anotado a los 30 segundos por Pedro en el Chelsea 4 - 0 Manchester United (23 de octubre de 2016).
- Gol más cercano al final del encuentro: Anotado a los 90+8 minutos por Alexis Sánchez en el Arsenal 2 - 1 Burnley (22 de enero de 2017).

#### Tripletas o pókers
Aquí se encuentra la lista de tripletas o hat-tricks y póker de goles (en general, tres o más goles anotados por un jugador en un mismo encuentro) convertidos en la temporada.
| Fecha      | Jugador        | Goles                   | Local                | Resultado | Visitante            | Jornada    |
| ---------- | -------------- | ----------------------- | -------------------- | --------- | -------------------- | ---------- |
| 12/9/2016  | Romelu Lukaku  | 60' · 68' · 71'         | Sunderland           | 0 - 3     | Everton              | Jornada 4  |
| 3/12/2016  | Alexis Sánchez | 72' · 80' · 86'         | West Ham United      | 1 - 5     | Arsenal              | Jornada 14 |
| 10/12/2016 | Jamie Vardy    | 3' · 20' · 78'          | Leicester City       | 4 - 2     | Manchester City      | Jornada 15 |
| 14/12/2016 | Salomón Rondón | 50' · 61' · 63'         | West Bromwich Albion | 3 - 1     | Swansea City         | Jornada 16 |
| 31/12/2016 | Andre Gray     | 31' · 51' · 53'         | Burnley              | 4 - 1     | Sunderland           | Jornada 19 |
| 14/1/2017  | Harry Kane     | 12' · 77' · 82'         | Tottenham Hotspur    | 4 - 0     | West Bromwich Albion | Jornada 21 |
| 4/2/2017   | Romelu Lukaku  | 1' · 29' · 83' · 84'    | Everton              | 6 - 3     | Bournemouth          | Jornada 24 |
| 26/2/2017  | Harry Kane     | 14' · 32' · 37'         | Tottenham Hotspur    | 4 - 0     | Stoke City           | Jornada 26 |
| 11/3/2017  | Joshua King    | 31' · 48' · 90'         | Bournemouth          | 3 - 2     | West Ham United      | Jornada 28 |
| 18/5/2017  | Harry Kane     | 25' · 63' · 88' · 90+2' | Leicester City       | 1 - 6     | Tottenham Hotspur    | Jornada 34 |
| 21/5/2017  | Harry Kane     | 11' · 13' · 72'         | Hull City            | 1 - 7     | Tottenham Hotspur    | Jornada 38 |

## Premios

### Premios mensuales[36]
| Mes        | Mánager del mes     | Mánager del mes   | Jugador del mes    | Jugador del mes   | Gol del mes      | Gol del mes       | Ref.                 |
| Mes        | Técnico             | Equipo            | Jugador            | Equipo            | Jugador          | Equipo            | Ref.                 |
| ---------- | ------------------- | ----------------- | ------------------ | ----------------- | ---------------- | ----------------- | -------------------- |
| Agosto     | Mike Phelan         | Hull City         | Raheem Sterling    | Manchester City   | Christian Stuani | Middlesbrough     | [ 37 ] [ 38 ] [ 39 ] |
| Septiembre | Jürgen Klopp        | Liverpool         | Son Heung-Min      | Tottenham Hotspur | Jordan Henderson | Liverpool         | [ 40 ] [ 41 ] [ 42 ] |
| Octubre    | Antonio Conte       | Chelsea           | Eden Hazard        | Chelsea           | Dimitri Payet    | West Ham United   | [ 43 ] [ 44 ] [ 45 ] |
| Noviembre  | Antonio Conte       | Chelsea           | Diego Costa        | Chelsea           | Pedro Rodríguez  | Chelsea           | [ 46 ] [ 47 ] [ 48 ] |
| Diciembre  | Antonio Conte       | Chelsea           | Zlatan Ibrahimović | Manchester United | Henrij Mjitarián | Manchester United | [ 49 ] [ 50 ] [ 51 ] |
| Enero      | Paul Clement        | Swansea City      | Dele Alli          | Tottenham Hotspur | Andy Carroll     | West Ham United   | [ 52 ] [ 53 ] [ 54 ] |
| Febrero    | Pep Guardiola       | Manchester City   | Harry Kane         | Tottenham Hotspur | Eden Hazard      | Chelsea           | [ 55 ] [ 56 ] [ 57 ] |
| Marzo      | Eddie Howe          | Bournemouth       | Romelu Lukaku      | Everton           | Andros Townsend  | Crystal Palace    | [ 58 ] [ 58 ] [ 58 ] |
| Abril      | Mauricio Pochettino | Tottenham Hotspur | Son Heung-Min      | Tottenham Hotspur | Pedro            | Chelsea           | [ 58 ] [ 58 ] [ 58 ] |

## Fichajes

### Fichajes más caros del mercado de verano
| Pos. | Jugador                     | Club de destino   | Club de origen                            | Precio (€)  |
| ---- | --------------------------- | ----------------- | ----------------------------------------- | ----------- |
| 1.º  | Paul Pogba                  | Manchester United | Juventus                                  | 105.000.000 |
| 2.º  | John Stones                 | Manchester City   | Everton                                   | 56.000.000  |
| 3.º  | Leroy Sané                  | Manchester City   | Schalke 04                                | 50.000.000  |
| 4.º  | Granit Xhaka                | Arsenal           | Borussia Mönchengladbach                  | 45.000.000  |
| 5.º  | Henrikh Mkhitaryan          | Manchester United | Borussia Dortmund                         | 42.000.000  |
| 6.º  | Sadio Mané                  | Liverpool         | Southampton                               | 40.200.000  |
| 7.º  | Michy Batshuayi David Luiz  | Chelsea           | Olympique de Marsella Paris Saint-Germain | 40.000.000  |
| 8.º  | Eric Bailly                 | Manchester United | Villarreal C.F.                           | 38.000.000  |
| 9.º  | N'Golo Kanté Moussa Sissoko | Chelsea Tottenham | Leicester City Newcastle United           | 35.000.000  |
| 10.º | Gabriel Jesus               | Manchester City   | Palmeiras                                 | 32.000.000  |